# Старостеклянное
Старостеклянное — деревня в Спасском районе Рязанской области. Входит в Заречинское сельское поселение.

## География
Находится в центральной части Рязанской области на расстоянии приблизительно 14 км на юг-юго-запад по прямой от районного центра города Спасск-Рязанский.

## История
Деревня была основана в 1750 году как поселение при стекольном заводе иностранного подданного Белау. Тогда оно называлась Стеклянной. В конце XIX века оборудование завода было перевезено в деревню Карловка (имение новых хозяев завода Смольяниновых), а деревня стала называться Старой Стеклянной. С 1885 года в опустевшем здании стекольного завода был оборудован винокуренный завод. На карте 1850 года деревня показана как поселение с 16 дворами. В 1859 году здесь (тогда деревня Спасского уезда Рязанской губернии) было учтено 16 дворов, в 1897—5.

## Население
Численность населения: 127 человек (1859 год), 322 (1897), 43 в 2002 году (русские 89 %), 52 в 2010.